# Molières-sur-Cèze
Pour les articles homonymes, voir Molières.
Molières-sur-Cèze est une commune française située dans le nord du département du Gard en région Occitanie.
Exposée à un climat méditerranéen, elle est drainée par la Cèze et par divers autres petits cours d'eau. Incluse dans les Cévennes, la commune possède un patrimoine naturel remarquable : un site Natura 2000 (les « hautes vallées de la Cèze et du Luech ») et une zone naturelle d'intérêt écologique, faunistique et floristique.
Molières-sur-Cèze est une commune rurale qui compte 1 187 habitants en 2022, après avoir connu un pic de population de 3 293 habitants en 1954.  Elle fait partie de l'aire d'attraction d'Alès. Ses habitants sont appelés les Molièrois ou  Molièroises.
Le patrimoine architectural de la commune comprend un immeuble protégé au titre des monuments historiques : le château de Montalet, inscrit en 1997.

## Géographie

### Localisation
Molières-sur-Cèze est composée de plusieurs hameaux : Molière, la Luxerière, le Boisson, le Peret, la Granerie, les Brousses, Gammal, la Borie, Pesquet.

### Communes limitrophes
Les communes limitrophes sont  Bessèges, Les Mages, Meyrannes, Robiac-Rochessadoule, Saint-Ambroix et Saint-Jean-de-Valériscle.

### Hydrographie et relief
La commune est baignée par la Cèze.

### Climat
Pour des articles plus généraux, voir Climat de l'Occitanie et Climat du Gard.
En 2010, le climat de la commune est de type climat méditerranéen franc, selon une étude s'appuyant sur une série de données couvrant la période 1971-2000. En 2020, Météo-France publie une typologie des climats de la France métropolitaine dans laquelle la commune est exposée à un climat de montagne ou de marges de montagne et est dans la région climatique Provence, Languedoc-Roussillon, caractérisée par une pluviométrie faible en été, un très bon ensoleillement (2 600 h/an), un été chaud (21,5 °C), un air très sec en été, sec en toutes saisons, des vents forts (fréquence de 40 à 50 % de vents > 5 m/s) et peu de brouillards.
Pour la période 1971-2000, la température annuelle moyenne est de 13,4 °C, avec une amplitude thermique annuelle de 17,2 °C. Le cumul annuel moyen de précipitations est de 1 265 mm, avec 7,4 jours de précipitations en janvier et 3,8 jours en juillet. Pour la période 1991-2020, la température moyenne annuelle observée sur la station météorologique la plus proche, située sur la commune de Salindres à 10 km à vol d'oiseau, est de 14,0 °C et le cumul annuel moyen de précipitations est de 1 092,1 mm,. Pour l'avenir, les paramètres climatiques de la commune estimés pour 2050 selon différents scénarios d’émission de gaz à effet de serre sont consultables sur un site dédié publié par Météo-France en novembre 2022.

### Voies de communication et transports

#### Axes ferroviaires
Le village est desservi par la Ligne Alès-Bessèges de la SNCF sur la ligne Le Teil - Alès. L'ancienne gare de Molières-sur-Cèze est devenue une halte ferroviaire SNCF, le bâtiment voyageurs a été détruit.

### Milieux naturels et biodiversité

#### Espaces protégés
La protection réglementaire est le mode d’intervention le plus fort pour préserver des espaces naturels remarquables et leur biodiversité associée,.
Dans ce cadre, la commune fait partie de l'aire d'adhésion du Parc national des Cévennes. Ce  parc national, créé en 1967, est un territoire de moyenne montagne formé de cinq entités géographiques : le massif de l'Aigoual, le causse Méjean avec les gorges du Tarn et de la Jonte, le mont Lozère, les vallées cévenoles ainsi que le piémont cévenol.
La commune fait partie de la zone de transition des Cévennes, un territoire d'une superficie de 116 032 ha reconnu réserve de biosphère par l'UNESCO en 1985 pour la mosaïque de milieux naturels qui la composent et qui abritent une biodiversité exceptionnelle, avec 2 400 espèces animales, 2 300 espèces de plantes à fleurs et de fougères, auxquelles s’ajoutent d’innombrables mousses, lichens, champignons,.

#### Réseau Natura 2000

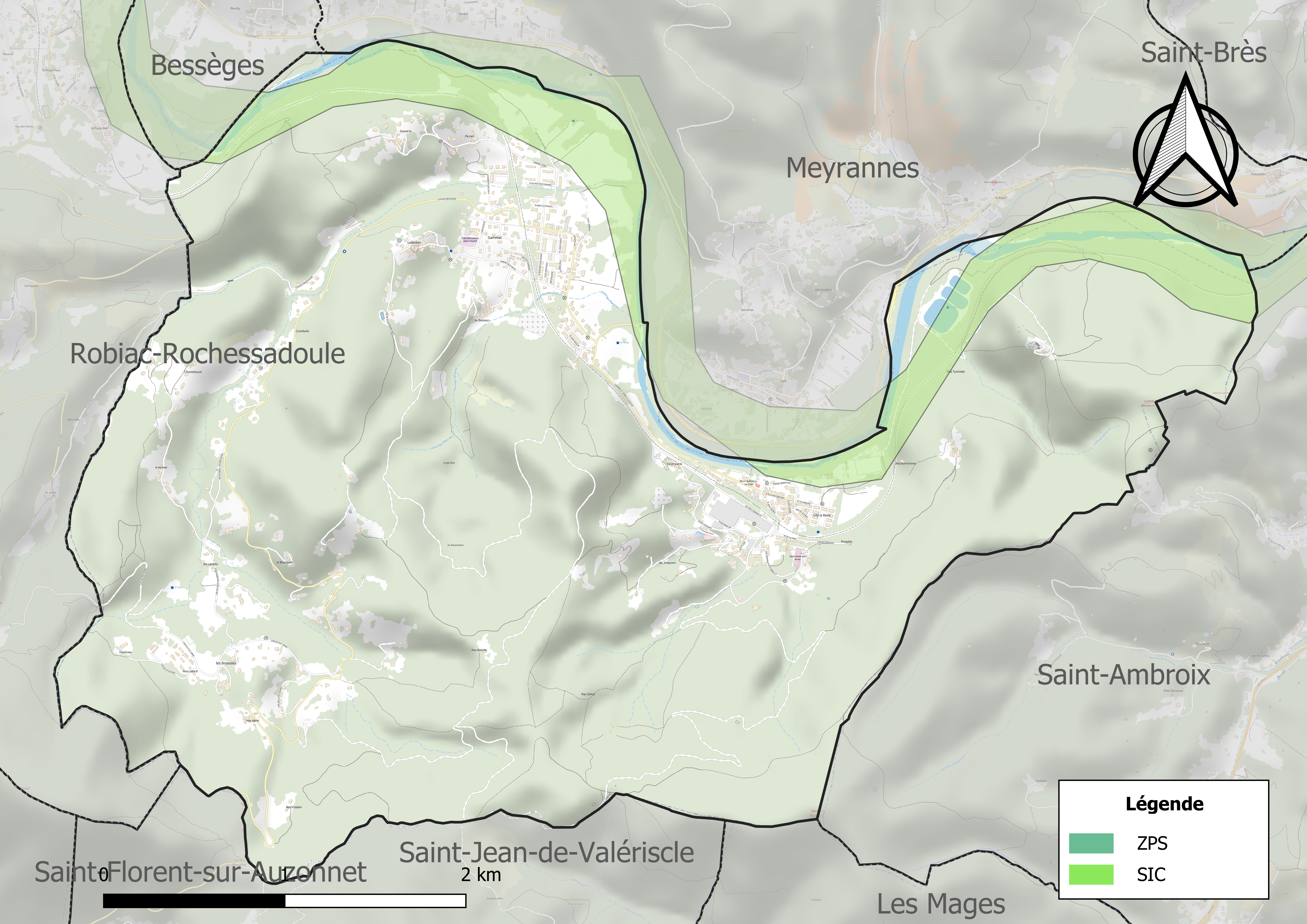
Site Natura 2000 sur le territoire communal.

Le réseau Natura 2000 est un réseau écologique européen de sites naturels d'intérêt écologique élaboré à partir des directives habitats et oiseaux, constitué de zones spéciales de conservation (ZSC) et de zones de protection spéciale (ZPS).
Un site Natura 2000 a été défini sur la commune au titre de la directive habitats : les « hautes vallées de la Cèze et du Luech », d'une superficie de 12 680 ha, correspondant à la partie amont du bassin versant de la Cèze. Elles présentent un patrimoine naturel remarquable, avec quatre espèces piscicoles : l'écrevisse à pattes blanches, le castor, la loutre et le barbeau méridional et cinq habitats d'intérêt communautaire d'origine.

#### Zones naturelles d'intérêt écologique, faunistique et floristique

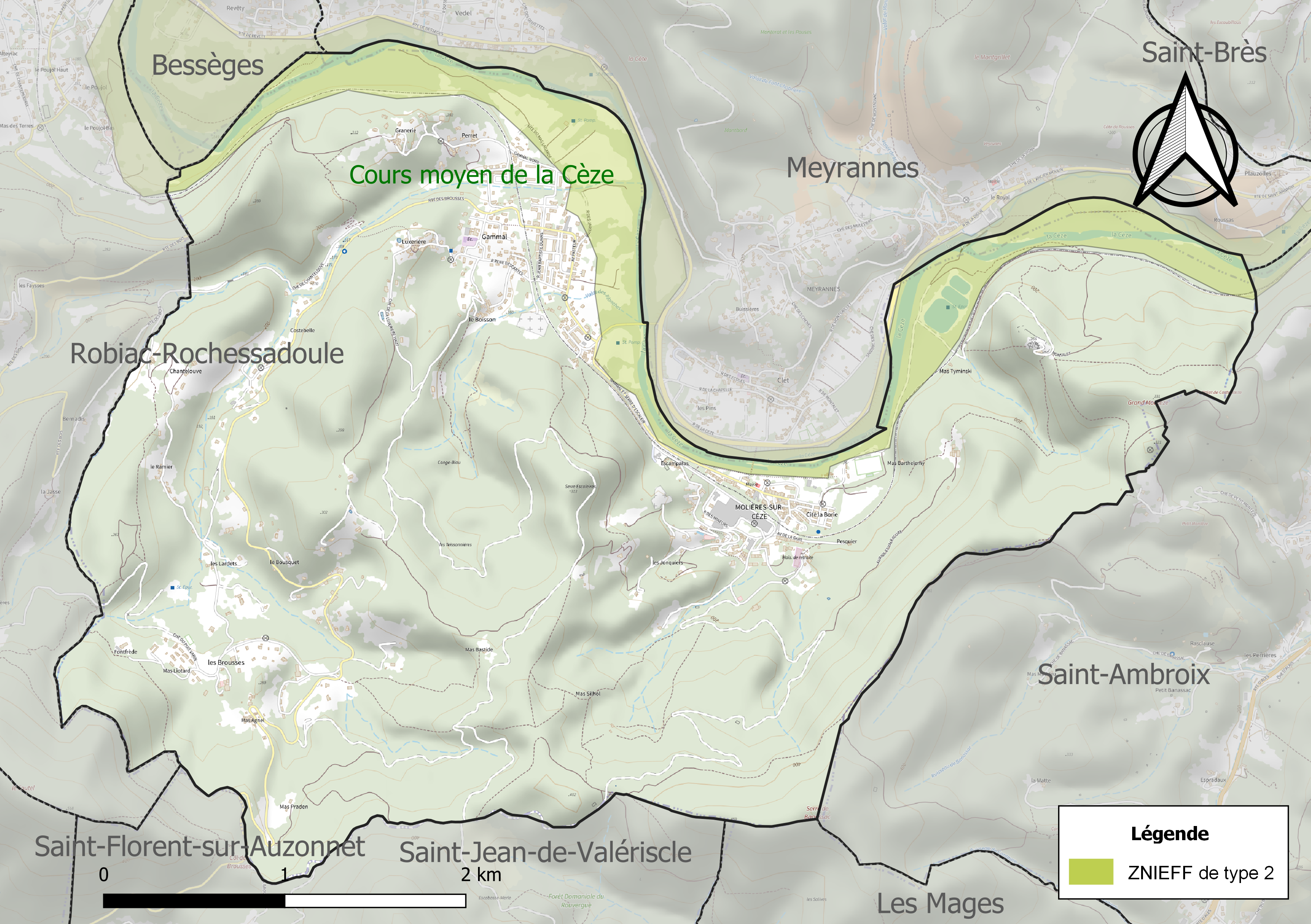
Carte de la ZNIEFF de type 2 localisée sur la commune.

L’inventaire des zones naturelles d'intérêt écologique, faunistique et floristique (ZNIEFF) a pour objectif de réaliser une couverture des zones les plus intéressantes sur le plan écologique, essentiellement dans la perspective d’améliorer la connaissance du patrimoine naturel national et de fournir aux différents décideurs un outil d’aide à la prise en compte de l’environnement dans l’aménagement du territoire.
Une ZNIEFF de type 2 est recensée sur la commune :
le « cours moyen de la Cèze » (648 ha), couvrant 16 communes du département.

## Urbanisme

### Typologie
Au 1er janvier 2024, Molières-sur-Cèze est catégorisée bourg rural, selon la nouvelle grille communale de densité à sept niveaux définie par l'Insee en 2022.
Elle est située hors unité urbaine. Par ailleurs la commune fait partie de l'aire d'attraction d'Alès, dont elle est une commune de la couronne,. Cette aire, qui regroupe 64 communes, est catégorisée dans les aires de 50 000 à moins de 200 000 habitants,.

### Occupation des sols
L'occupation des sols de la commune, telle qu'elle ressort de la base de données européenne d’occupation biophysique des sols Corine Land Cover (CLC), est marquée par l'importance des forêts et milieux semi-naturels (88 % en 2018), en augmentation par rapport à 1990 (86,6 %). La répartition détaillée en 2018 est la suivante : 
forêts (74,6 %), milieux à végétation arbustive et/ou herbacée (13,3 %), zones urbanisées (7,5 %), prairies (4,6 %). L'évolution de l’occupation des sols de la commune et de ses infrastructures peut être observée sur les différentes représentations cartographiques du territoire : la carte de Cassini (XVIIIe siècle), la carte d'état-major (1820-1866) et les cartes ou photos aériennes de l'IGN pour la période actuelle (1950 à aujourd'hui).

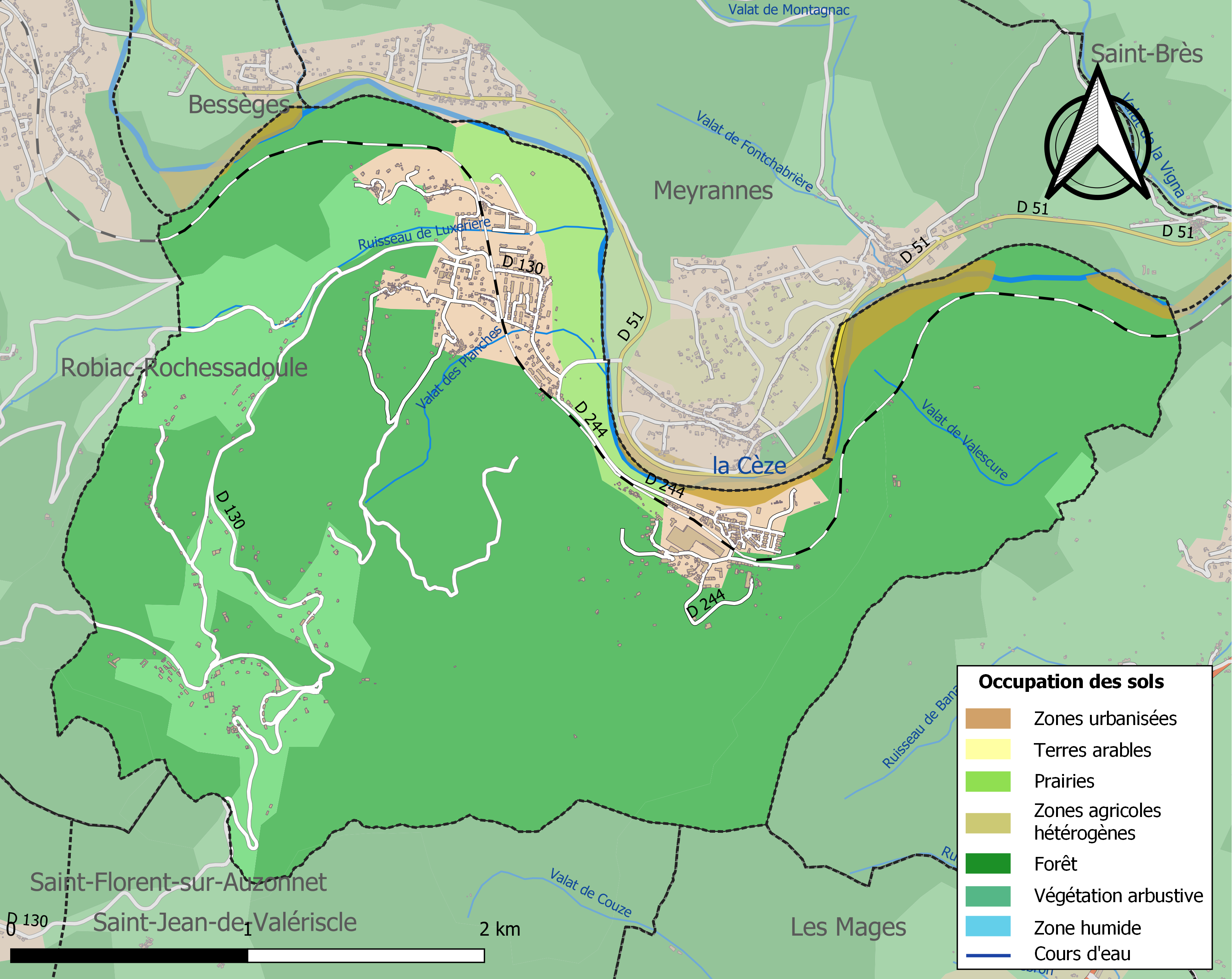
Carte des infrastructures et de l'occupation des sols de la commune en 2018 (CLC).

### Risques majeurs
Le territoire de la commune de Molières-sur-Cèze est vulnérable à différents aléas naturels : météorologiques (tempête, orage, neige, grand froid, canicule ou sécheresse), inondations, feux de forêts, mouvements de terrains et séisme (sismicité modérée). Il est également exposé à un risque technologique, la rupture d'un barrage, et à un risque particulier : le risque de radon. Un site publié par le BRGM permet d'évaluer simplement et rapidement les risques d'un bien localisé soit par son adresse soit par le numéro de sa parcelle.

#### Risques naturels
La commune fait partie du territoire à risques importants d'inondation (TRI) d'Alès, regroupant 37 communes autour d'Alès, un des 31 TRI qui ont été arrêtés fin 2012 sur le bassin Rhône-Méditerranée, retenu au regard des risques de débordements de la Cèze et des Gardons. Parmi les dernières crues significatives qui ont touché le territoire figurent celles de 1958 et de septembre 2002. Des cartes des surfaces inondables ont été établies pour trois scénarios : fréquent (crue de temps de retour de 10 ans à 30 ans), moyen (temps de retour de 100 ans à 300 ans) et extrême (temps de retour de l'ordre de 1 000 ans, qui met en défaut tout système de protection),. La commune a été reconnue en état de catastrophe naturelle au titre des dommages causés par les inondations et coulées de boue survenues en 1982, 1983, 1987, 1995, 1997, 1998, 2002, 2008, 2014 et 2015,.

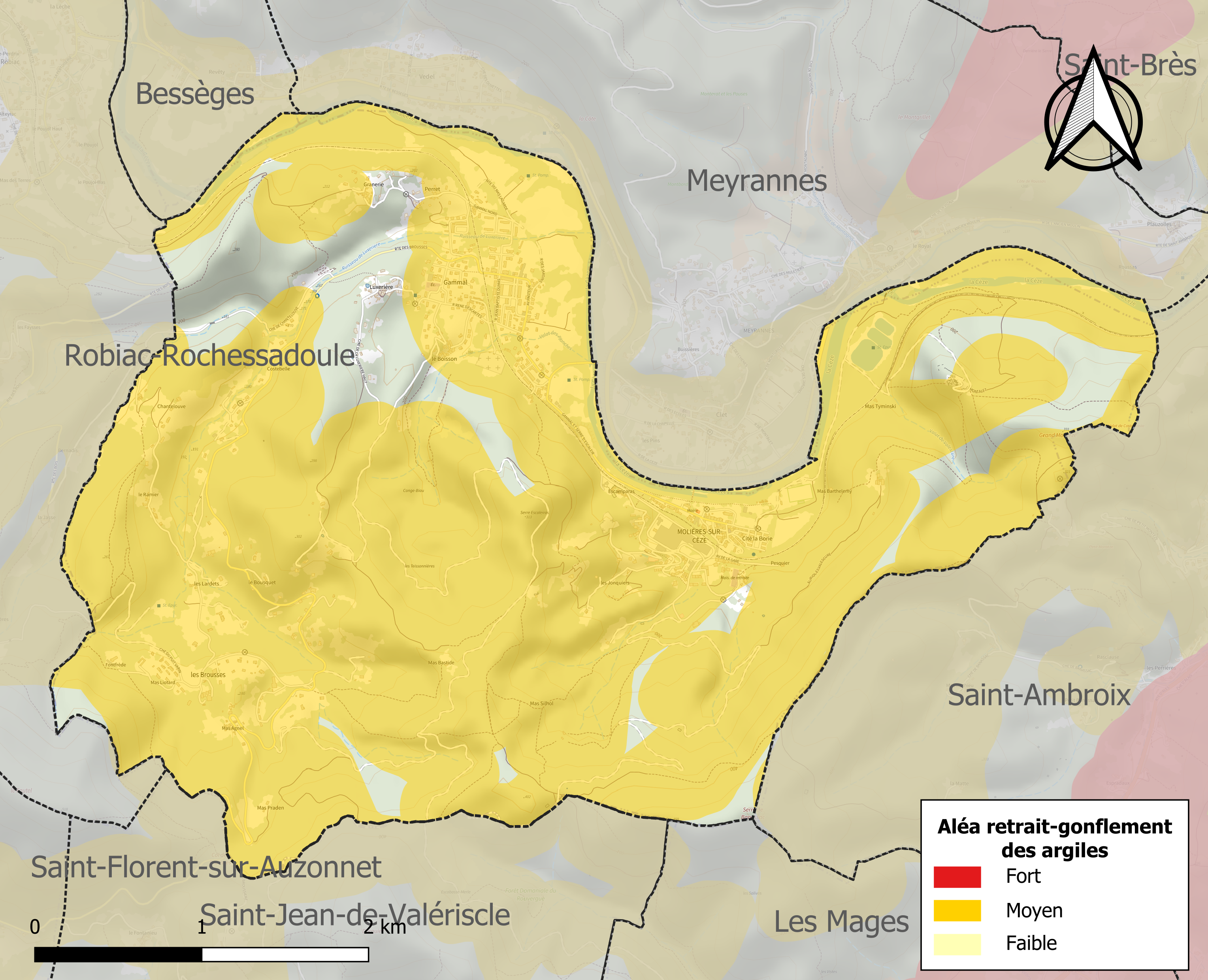
Carte des zones d'aléa retrait-gonflement des sols argileux de Molières-sur-Cèze.

La commune est vulnérable au risque de mouvements de terrains constitué principalement du retrait-gonflement des sols argileux. Cet aléa est susceptible d'engendrer des dommages importants aux bâtiments en cas d’alternance de périodes de sécheresse et de pluie. 87,5 % de la superficie communale est en aléa moyen ou fort (67,5 % au niveau départemental et 48,5 % au niveau national). Sur les 376 bâtiments dénombrés sur la commune en 2019, 343 sont en aléa moyen ou fort, soit 91 %, à comparer aux 90 % au niveau départemental et 54 % au niveau national. Une cartographie de l'exposition du territoire national au retrait gonflement des sols argileux est disponible sur le site du BRGM,.
Par ailleurs, afin de mieux appréhender le risque d’affaissement de terrain, l'inventaire national des cavités souterraines permet de localiser celles situées sur la commune.
Concernant les mouvements de terrains, la commune a été reconnue en état de catastrophe naturelle au titre des dommages causés par des mouvements de terrain en 1983.

#### Risques technologiques
La commune est en outre située en aval du barrage de Sénéchas, un ouvrage de classe A doté d'un PPI. À ce titre elle est susceptible d’être touchée par l’onde de submersion consécutive à la rupture de cet ouvrage.

#### Risque particulier
Dans plusieurs parties du territoire national, le radon, accumulé dans certains logements ou autres locaux, peut constituer une source significative d’exposition de la population aux rayonnements ionisants. Certaines communes du département sont concernées par le risque radon à un niveau plus ou moins élevé. Selon la classification de 2018, la commune de Molières-sur-Cèze est classée en zone 3, à savoir zone à potentiel radon significatif.

## Toponymie
Provençal Mouliero, languedocien Mouièiro, du roman moliera, molieyra, du bas latin moliera.

Les molières sont des prairies mouillées

## Histoire

### Époque contemporaine
Après enquête approfondie, le préfet du régime de Vichy décide de suspendre le maire SFIC, suspecté pour son attitude équivoque. Il est remplacé par une délégation spéciale dont le président était Joachim Barthélemy, mineur retraité de tendance nationaliste.
C'est une ancienne cité industrielle (mine de charbon).

## Politique et administration

### Liste des maires
| Période                                  | Période  | Identité                   | Étiquette | Qualité                                       |
| ---------------------------------------- | -------- | -------------------------- | --------- | --------------------------------------------- |
|                                          |          |                            |           | suspendu                                      |
| 1941                                     |          | Joachim Barthélemy         |           | mineur retraité, nommé par le régime de Vichy |
|                                          |          |                            |           |                                               |
| 2001                                     | 2008     | Alain Arnaud               |           |                                               |
| 2008                                     | 2014     | Patrick Dumas              |           |                                               |
| 2014                                     | 2020     | Georges Adryanczyk-Perrier | PS        | Retraité Fonction publique                    |
| 2020                                     | En cours | Florence Bouis             | DVG       |                                               |
| Les données manquantes sont à compléter. |          |                            |           |                                               |

## Population et société

### Démographie
L'évolution du nombre d'habitants est connue à travers les recensements de la population effectués dans la commune depuis 1881. Pour les communes de moins de 10 000 habitants, une enquête de recensement portant sur toute la population est réalisée tous les cinq ans, les populations de référence des années intermédiaires étant quant à elles estimées par interpolation ou extrapolation. Pour la commune, le premier recensement exhaustif entrant dans le cadre du nouveau dispositif a été réalisé en 2008.

En 2022, la commune comptait 1 187 habitants, en évolution de −13,17 % par rapport à 2016 (Gard : +2,97 %, France hors Mayotte : +2,11 %).
| 1881  | 1886  | 1891  | 1896  | 1901  | 1906  | 1911  | 1921  | 1926  |
| ----- | ----- | ----- | ----- | ----- | ----- | ----- | ----- | ----- |
| 2 941 | 2 734 | 2 805 | 2 666 | 2 991 | 2 843 | 2 934 | 2 574 | 2 840 |

| 1931  | 1936  | 1946  | 1954  | 1962  | 1968  | 1975  | 1982  | 1990  |
| ----- | ----- | ----- | ----- | ----- | ----- | ----- | ----- | ----- |
| 3 267 | 2 959 | 2 875 | 3 293 | 2 918 | 2 700 | 2 225 | 2 142 | 2 151 |

| 1999  | 2006  | 2008  | 2013  | 2018  | 2022  | - | - | - |
| ----- | ----- | ----- | ----- | ----- | ----- | - | - | - |
| 1 432 | 1 550 | 1 587 | 1 463 | 1 228 | 1 187 | - | - | - |

## Économie

### Revenus
En 2018  (données Insee publiées en septembre 2021), la commune compte 552 ménages fiscaux, regroupant 1 070 personnes. La médiane du revenu disponible par unité de consommation est de 15 660 € (20 020 € dans le département).

### Emploi
|                | 2008   | 2013   | 2018   |
| -------------- | ------ | ------ | ------ |
| Commune        | 16,1 % | 23,2 % | 19,1 % |
| Département    | 10,6 % | 12 %   | 12 %   |
| France entière | 8,3 %  | 10 %   | 10 %   |

En 2018, la population âgée de 15 à 64 ans s'élève à 674 personnes, parmi lesquelles on compte 61,7 % d'actifs (42,6 % ayant un emploi et 19,1 % de chômeurs) et 38,3 % d'inactifs,. Depuis 2008, le taux de chômage communal (au sens du recensement) des 15-64 ans est supérieur à celui de la France et du département.
La commune fait partie de la couronne de l'aire d'attraction d'Alès, du fait qu'au moins 15 % des actifs travaillent dans le pôle,. Elle compte 187 emplois en 2018, contre 211 en 2013 et 261 en 2008. Le nombre d'actifs ayant un emploi résidant dans la commune est de 293, soit un indicateur de concentration d'emploi de 64 % et un taux d'activité parmi les 15 ans ou plus de 39,2 %.
Sur ces 293 actifs de 15 ans ou plus ayant un emploi, 102 travaillent dans la commune, soit 35 % des habitants. Pour se rendre au travail, 89,1 % des habitants utilisent un véhicule personnel ou de fonction à quatre roues, 1,4 % les transports en commun, 5,1 % s'y rendent en deux-roues, à vélo ou à pied et 4,4 % n'ont pas besoin de transport (travail au domicile).

### Activités hors agriculture

#### Secteurs d'activités
91 établissements sont implantés  à Molières-sur-Cèze au 31 décembre 2019. Le tableau ci-dessous en détaille le nombre par secteur d'activité et compare les ratios avec ceux du département,.
| Secteur d'activité                                                                                        | Commune | Commune | Département |
| Secteur d'activité                                                                                        | Nombre  | %       | %           |
| --- | ------- | ------- | ----------- |
| Ensemble                                                                                                  | 91      |         |             |
| Industrie manufacturière, industries extractives et autres                                                | 17      | 18,7 %  | (7,9 %)     |
| Construction                                                                                              | 17      | 18,7 %  | (15,5 %)    |
| Commerce de gros et de détail, transports, hébergement et restauration                                    | 33      | 36,3 %  | (30 %)      |
| Information et communication                                                                              | 2       | 2,2 %   | (2,2 %)     |
| Activités immobilières                                                                                    | 2       | 2,2 %   | (4,1 %)     |
| Activités spécialisées, scientifiques et techniques et activités de services administratifs et de soutien | 6       | 6,6 %   | (14,9 %)    |
| Administration publique, enseignement, santé humaine et action sociale                                    | 8       | 8,8 %   | (13,5 %)    |
| Autres activités de services                                                                              | 6       | 6,6 %   | (8,8 %)     |

Le secteur du commerce de gros et de détail, des transports, de l'hébergement et de la restauration est prépondérant sur la commune puisqu'il représente 36,3 % du nombre total d'établissements de la commune (33 sur les 91 entreprises implantées  à Molières-sur-Cèze), contre 30 % au niveau départemental.

#### Entreprises et commerces
Les deux entreprises ayant leur siège social sur le territoire communal qui génèrent le plus de chiffre d'affaires en 2020 sont : 
- Art Meca Developpement, activités spécialisées, scientifiques et techniques diverses (220 k€)
- Dpsi Metal, fabrication d'autres articles métalliques (77 k€)

### Agriculture
|               | 1988 | 2000 | 2010 | 2020 |
| ------------- | ---- | ---- | ---- | ---- |
| Exploitations | 8    | 2    | 1    | 2    |
| SAU (ha)      | 123  | 122  | 3    | 76   |

La commune est dans les Cévennes, une petite région agricole occupant l'ouest du département du Gard. En 2020, l'orientation technico-économique de l'agriculture  sur la commune est l'élevage d'ovins ou de caprins. Deux exploitations agricoles ayant leur siège dans la commune sont dénombrées lors du recensement agricole de 2020 (huit en 1988). La superficie agricole utilisée est de 76 ha,,.

## Culture locale et patrimoine

### Édifices civils

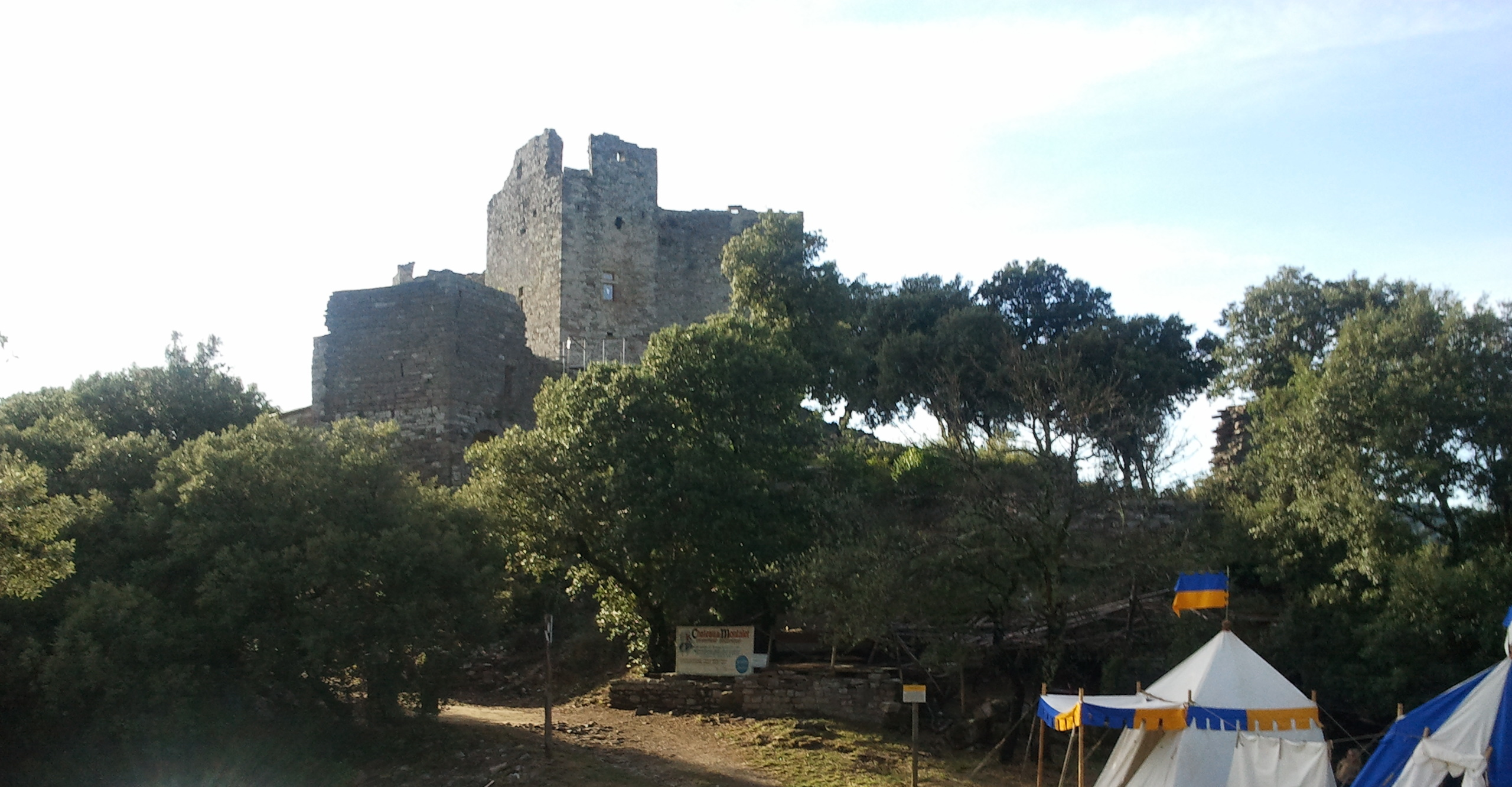
Le château de Montalet

- Château de Montalet  Inscrit MH (1997)[42].

### Édifices religieux
- L'église Sainte-Barbe de Molières-sur-Cèze, église de style roman, construite par la compagnie houillère de Bessèges d'après les plans de M. Revoil, architecte diocésain[43], cette église fut bénite le 1er décembre 1872 par le curé de Saint-Ambroix[44].
- Église des Brousses.

### Personnalités liées à la commune
- Lorella Cravotta, actrice membre de la troupe de Jérôme Deschamps et Macha Makeïeff, Les Deschiens, née à Molières-sur-Cèze le 9 avril 1958.
- Alexandre Cellier.
- Gabriel Robin, ambassadeur de France, né à Molières-sur-Cèze le 25 août 1929.
- Serge Koolenn, chanteur, mort à Molières-sur-Cèze.

## Héraldique
| Blason de Molières-sur-Cèze | Blason  | Parti: au premier d'or à la lampe de mineur de sable, la mèche d'argent allumée du champ, au deuxième d'azur à la tour d'argent, maçonnée de sable et chargée d'un écusson de gueules au demi-vol d'or; le tout sommé d'un chef de gueules chargé d'une crois cléchée, vidée et pommetée de douze pièces d'or. |
| Blason de Molières-sur-Cèze | Détails | Officiel, adopté par le conseil municipal le 8 octobre 2012 |